# Стрёмваллен
Стрёмваллен (швед. Strömvallen) — футбольный стадион в шведском городе Евле, домашняя арена футбольного клуба «Ефле». Возведён в 1903 году и неоднократно реконструирован, в последний раз — в 2005 году. С 1903 по 1923 год арена носила название «Стрёмдаленс Идроттсплатс» (швед. Strömdalens Idrottsplats). На данный момент вмещает 7 200 зрителей. Стадион расположен между городским концертным залом и центром искусств Сильванум.

## История
Впервые разговоры о том, что в Евле должен быть построен стадион, начались в 1892 году, однако только восемь лет спустя городской совет предоставил спортивному обществу «Ефле» разрешение на строительство на берегу реки Ефлеон. В 1903 году на этом месте был построен спортивный комплекс, который включал в себя футбольное поле размером 100х64 метра, беговые дорожки, сектора для метания копья и диска и места размещения для 400 зрителей. В течение следующего десятилетия стадион претерпел изменения: улучшили качество беговых дорожек, построили заборы и новые площадки для состязаний. Арену начали использовать для проведения соревнований по боксу, борьбе и катанию на коньках.
В 1923 году благодаря усилиям бизнесмена и бывшего спортсмена Исаака Вестергрена была проведена всеобщая реконструкция старого спортивного комплекса по современному проекту архитектора Эрика Вестергрена. 3 июля 1923 года было объявлено о том, что стадион получил новое название, которое сохранилось и до сих пор — Стрёмваллен.
В 40-х годах XX века на Стрёмваллене проводились соревнования среди представителей спортивного клуба «Ефле», в которых принимали участие такие известные шведские легкоатлеты, как Олле Оберг, Ингвар Бенгтссон, Йоста Бергквист, Генри Эриксон и Хундер Хегг. Именно соревнования с участием последнего собрали непревзойденное до сих пор количество зрителей на этой арене — 9 333. Это произошло 29 июля 1942 года. Соревнования по зимним видам спорта также проходили на Стрёмваллене довольно часто. Так, с 1920 по 1959 год здесь проходили лыжные гонки и матчи по бенди (хоккею с мячом). В 1939 стадион даже принимал финальный матч чемпионата Швеции по хоккею с мячом, в котором «Хуге» разгромил «Несшё» со счетом 5-2. Рекорд посещаемости во время поединка по бенди составляет 8 426 зрителей и был установлен 28 января 1951 года.
В 1966—1967 годах стадион вновь подвергся существенной реконструкции: были оборудованы новые раздевалки и санузлы, построены новые трибуны и введено в эксплуатацию искусственное освещение. В течение следующих двух десятилетий на обновленной арене периодически проходили матчи Чемпионата Швеции по футболу с участием футбольных клубов «Брюнес» и «Ефле», которые были хозяевами стадиона. В 1984 году, после постройки легкоатлетического стадиона в Евле, беговые дорожки и другие легкоатлетические секторы Стрёмваллена были демонтированы, и он превратился в исключительно футбольную арену. Рекорд посещаемости стадиона во время футбольных матчей был установлен 2 октября 1983 года во время матча между «Ефле» и «Гётеборгом». За этим поединком наблюдали 7 644 зрителя.
В 2003 году по случаю 100-летия Шведского футбольного союза Стрёмваллен был включен в список 100 исторических спортивных достопримечательностей Швеции.
После успешного выступления «Ефле» в Суперэттане в 2004 году и возврата клуба в элиту шведского футбола было принято решение об очередной модернизации арены, во время которой вместимость стадиона была установлена на отметке 7 200 зрителей и было постелено искусственное покрытие футбольного поля. Впрочем, так и остались не решенными серьёзные проблемы с безопасностью зрителей: стадион все ещё имел мало выходов, которые к тому же были постоянно закрыты и контролировались незначительным количеством охранников, винты, которыми были прикручены рекламные щиты, открыто торчали в сторону зрителей, и не везде, где нужно, выполнялись правила пожарной безопасности.
Спортивный клуб «Ефле» при поддержке частных компаний по недвижимости планирует расширить Стрёмваллен за счёт достройки концертного зала, конференц-залов отеля и увеличить вместимость стадиона до 12 000 зрителей.